# Monodia

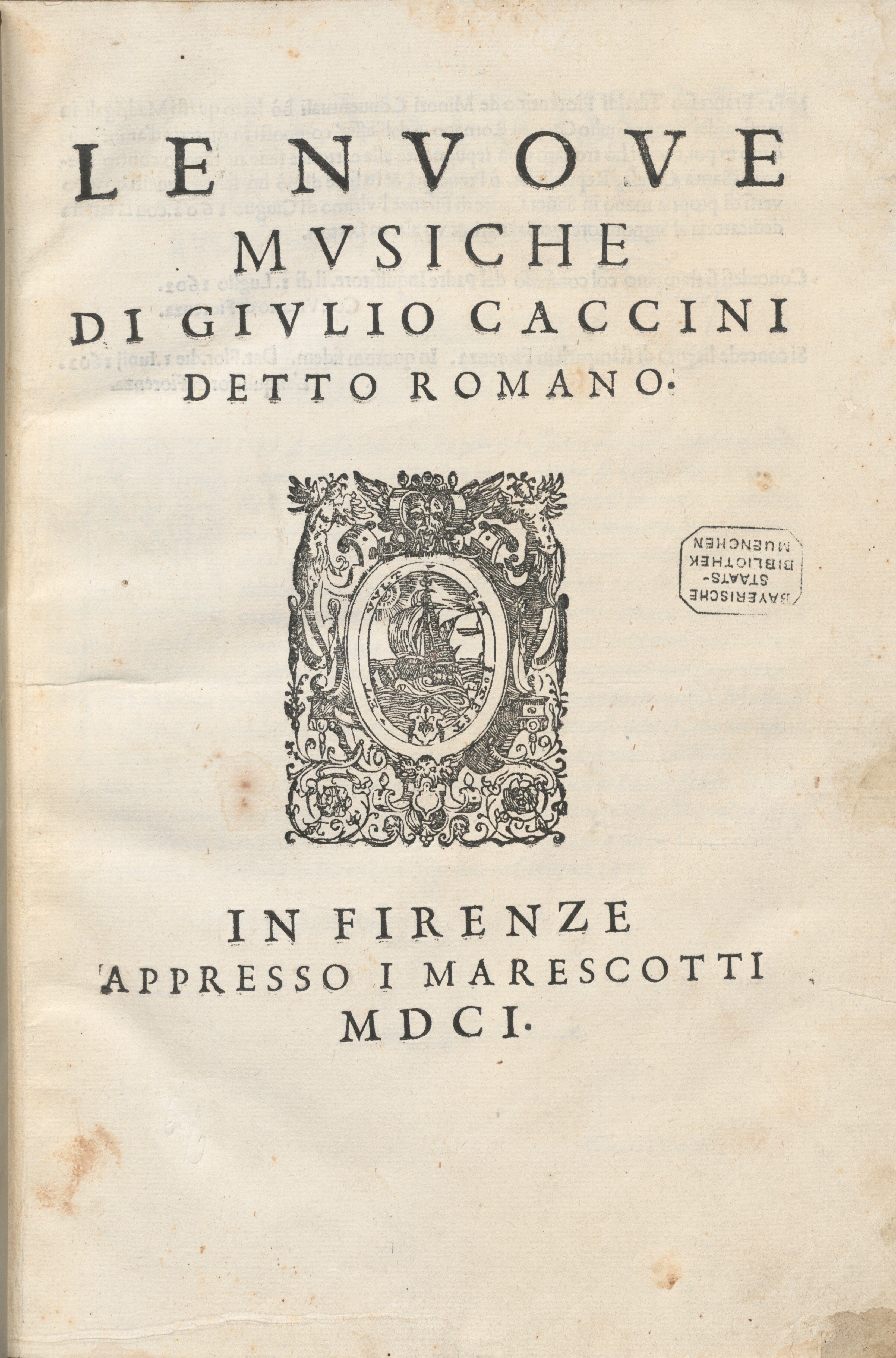
Caccini, Le nuove musiche, 1601, frontespizio.

La monodia (dal greco μονῳδία, composto di μόνος monos, «unico, solo» e ᾠδή ōdè, «canto») è una linea melodica singola (vocale o strumentale), che può essere cantata (o suonata) da uno o più esecutori insieme. Il termine monodia è contrapposto a quello di polifonia, parola che designa la musica a più voci che cantano simultaneamente (dal greco πολύς polǜs «molto, molteplice», e ϕωνή phōnè, «voce, suono»).
In Occidente, il canto monodico per eccellenza è il canto gregoriano. Nonostante la monodia sia presente pressoché in tutte le culture di ogni epoca, il termine è generalmente usato per le cantate italiane dei primi anni del XVII secolo e indica indifferentemente sia lo stile che un singolo componimento. Il madrigale e il mottetto solistico furono sviluppati in forma monodica con accompagnamento dopo il 1600, nel primo periodo barocco. Sino al 1640 circa, oltre cento compositori scrissero nel "nuovo stile", sebbene tale genere fosse relativamente poco importante nella produzione musicale dei due più famosi compositori italiani di questo periodo, Monteverdi e Frescobaldi.
Lo sviluppo della moderna monodia avvenne infatti differenziandosi dalla musica polifonica del Rinascimento che aveva caratterizzato il secolo precedente. Come è noto, gli esperimenti determinati per lo sviluppo di questo genere avvennero alla fine del XVI secolo per opera della cosiddetta Camerata Fiorentina, i cui membri si proponevano di ripristinare l'antica idea greca di musica e declamazione; le discussioni dibattute nella residenza del conte Bardi diedero vita ad alcune composizioni esemplificative delle ricerche musicali in atto, che costituiranno la base del futuro melodramma. In particolare, in questo nuovo genere musicale la monodia si differenzierà in aria, componimento cantabile destinato a momenti lirici, ma statico-meditativi dell'azione drammatica; e recitativo, di carattere declamatorio e dinamico, di solito musicalmente scarno, funzionale però allo svolgimento della trama.
Il canto monodico poteva essere semplice, oppure presentare abbellimenti, solitamente virtuosistici, detti anche fioriture; gli strumenti storici di accompagnamento nel repertorio monodico erano prevalenteme il liuto, il chitarrone, il clavicembalo, l'organo, la chitarra, l'arpa e ogni altro genere di strumento polifonico; l'accompagnamento poteva essere realizzato anche da più strumenti monodici che in ensemble realizzassero comunque l'armonia di accompagnamento alla voce.
Il parallelo sviluppo di canzoni solistiche, in Francia verrà chiamato air de cour; il termine monodia non sarà mai dato a queste opere più tradizionali che continuavano a mantenere alcune caratteristiche della canzone del Rinascimento.
Un importante trattato sulla monodia è costituito dalla raccolta Le nuove musiche di Giulio Caccini (Firenze, 1601). Altri  compositori rappresentativi della 'nuova musica' monodica accompagnata del primo Seicento furono Emilio de' Cavalieri (c. 1550-1602), Jacopo Peri (1561-1633), Sigismondo d'India (c. 1582-1629) etc.